# Cryptomeigenia
Cryptomeigenia is een geslacht van vliegen (Brachycera) uit de familie van de sluipvliegen (Tachinidae). De wetenschappelijke naam van het geslacht is voor het eerst geldig gepubliceerd in 1891 door Brauer & Bergenstamm.

## Soorten
- C. brimleyi Reinhard, 1947
- C. crassipalpis Reinhard, 1947
- C. demylus (Walker, 1849)
- C. dubia Curran, 1926
- C. flavibasis Curran, 1927
- C. hinei (Coquillett, 1902)
- C. illinoiensis (Townsend, 1892)
- C. muscoides Curran, 1926
- C. nigripes Curran, 1926
- C. nigripilosa Curran, 1926
- C. ochreigaster Curran, 1926
- C. simplex Curran, 1926
- C. theutis (Walker, 1849)
- C. triangularis Curran, 1926